# Jacinto L. Arauz
Jacinto L. Arauz es una comuna argentina ubicada en el departamento Las Colonias de la provincia de Santa Fe.
Se encuentra sobre la ruta provincial 74, 6 km al este de la ruta provincial 13, y 50 km al oeste de San Justo.

## Historia
El pueblo fue el primero de la región en tener una comuna, Registro Civil y sacerdote permanente (permaneciendo por 40 años y siendo sepultado en la parroquia), además de cementerio. Su templo católico posee altar, púlpito y confesionario tallados en madera de estilo barroco.
Desde sus inicios la principal actividad fue la agrícola, que con el correr de los años derivó en agrícola ganadera, y como subsidiaria la tambera, siendo las grandes extensiones de cosecha fina reemplazadas por pastoreo para la hacienda.
Arauz fue conformándose como pueblo y se fueron estableciendo en él pequeños comercios y talleres artesanales.
También funcionó la Estación Jacinto L. Aráuz, era una estación de ferrocarril ubicada en el punto kilométrico 126,5 desde Santa Fe, en cercanías a la localidad. Fue habilitada en 1891 por el Ferrocarril Provincial de Santa Fe, siendo una de las estaciones intermedias del Ramal F10 del Ferrocarril General Belgrano entre La Pelada y Soledad.
Para el año 1896, contaba con una casa mayorista de ramos generales, sucursal de la firma Ripamonti de Rafaela, un almacén y tienda de Appo Hnos., la panadería de Luis Marengo, el almacén de Juan Moschino, etc.
Juan Crolle, uno de los primeros pobladores de Arauz había venido de Italia soltero trabajando en una ladrillería y volvió a su país en busca de su prometida. Pero regresó de Italia casado en marzo de 1895.
La actividad comercial se centraba en los sucesores de Juan Moschino, quienes a partir de una casa de ramos generales concentraban además la venta de hacienda.
Los finales del siglo XIX los registros cifraban 550 habitantes. Los censos de los años 60, 70 y 80 registraron 429, 357 y 276 pobladores respectivamente.
El 21 de junio de 1895, fue fundada la escuela primaria provincial N.º 346 José Manuel Estrada en la localidad.
Arauz contaba con el primer cementerio de la zona, allí eran sepultados los habitantes de La Pelada, Elisa, Adolfo Alsina, Colonizadores de Córdoba, Soledad, La Clara e Ituzaingó. El primer entierro se registra el 15 de enero de 1895.

## Población
Cuenta con 212 habitantes (Indec, 2010), lo que representa una persona menos frente a los 213 habitantes (Indec, 2001) del censo anterior.
| Gráfica de evolución demográfica de Jacinto L. Aráuz entre 1991 y 2010 |
|                                                                        |
| Fuente: Censos nacionales del INDEC                                    |